# Radiärsymmetrie

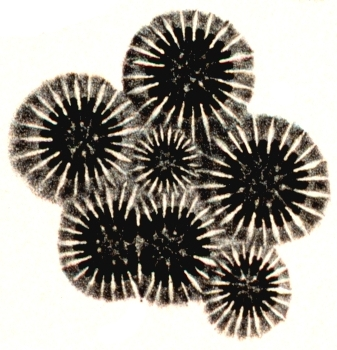
Radiärsymmetrie: Korallenskelette; Drehachse senkrecht zur Bildebene, Einzelskelette daher auch in der Bildebene radiärsymmetrisch

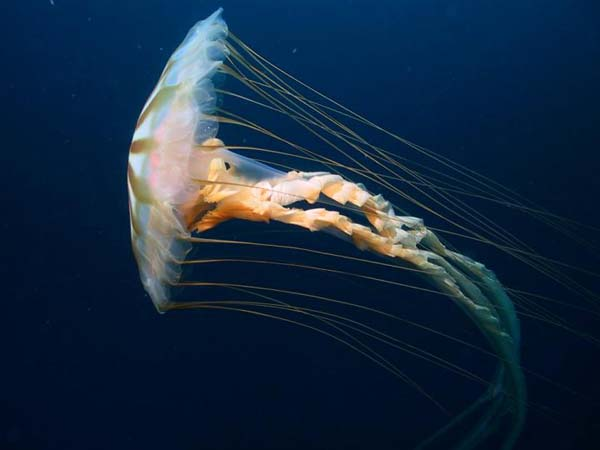
Radiärsymmetrie: Qualle; Drehachse parallel zur Bildebene, Symmetrie daher kaum sichtbar

Radiärsymmetrie oder Radialsymmetrie bezeichnet in der Biologie eine spezielle drei- oder mehrzählige (polysymmetrische) Symmetrieform mit mehreren strahlenförmig durch die Längsachse verlaufenden Symmetrieebenen, bei der identische Teile kreisförmig, dreidimensional um eine zentrale Achse (Rotationsachse) angeordnet sind.  Jede der durch die Mittelachse verlaufenden Symmetrieebenen teilt den Körper in ähnliche oder gleiche Teile. Dieses Symmetrie-Phänomen kann bei Lebewesen niemals dieselbe Perfektion wie bei mathematischen Objekten annehmen, wird aber dennoch als Symmetrie bezeichnet und in der Wahrnehmung auch als solche empfunden.
Radiärsymmetrisch sind viele Nesseltiere und die meisten Stachelhäuter (Pentamerie; fünfzählig). So besitzt z. B. der adulte fünfarmige Seestern in Ruhelage neben seiner Drehachse fünf Symmetrieebenen, die jeweils durch einen der Arme und die Drehachse verlaufen. Allerdings gehören Seesterne zur Gruppe der Bilateria, weil deren Larven eine bilaterale Symmetrie aufweisen. Die abgebildeten Korallenskelette weisen 24 derartige Symmetrieebenen auf. Von der Radiärsymmetrie wird die Disymmetrie (2 Symmetrieebenen; Rippenquallen), und die Bilateralsymmetrie (eine Symmetrieebene; Bilateria) unterschieden.
In der Botanik kommt Radiärsymmetrie häufig beim Aufbau der Blüten vor, welche in Blütenformeln mit einem Stern ({\displaystyle \star } oder {\displaystyle *}) gekennzeichnet sind. 
Einige Beispiele für verschiedene Zähligkeit:
- 3 Symmetrieebenen: Froschbiss
- 4 Symmetrieebenen: Blutwurz
- 5 Symmetrieebenen: Glockenblume
- 6 Symmetrieebenen: Herbstzeitlose.

Man spricht auch von aktinomorphen (strahlenförmigen, von griechisch ἀκτίς aktís „Strahl“ und μορφή morphē „Gestalt“) Blüten, da sie mehr als eine Symmetrieebenen besitzen. Disymmetrische Blüten (Tränendes Herz, Kreuzblütler) mit zwei Symmetrieebenen zählen somit ebenfalls zu den aktinomorphen Formen, im Gegensatz zu zygomorphen Blüten (Orchideen, Lippenblütler) mit nur einer Symmetrieebene.